# Gejuelo del Barro
Gejuelo del Barro ist eine kleine westspanische Gemeinde (municipio) in der Provinz Salamanca in der Autonomen Gemeinschaft Kastilien-León. 2024 hatte die Gemeinde 31 Einwohner. Neben dem Hauptort Gejuelo del Barro gehören die Ortschaften Valrubio und La Huérfana sowie die Wüstungen Baños de Calzadilla del Campo, Calzadilla del Campo, Muélledes und Tozas zur Gemeinde.

## Geographie
Gejuelo del Barro befindet sich etwa 38 Kilometer westnordwestlich vom Stadtzentrum der Provinzhauptstadt Salamanca in einer Höhe von 810 m. 

## Bevölkerungsentwicklung
| Jahr      | 1900 | 1920 | 1950 | 1970 | 1981 | 1991 | 2001 | 2011 | 2021 |
| Einwohner | 299  | 228  | 169  | 103  | 103  | 56   | 53   | 44   | 34   |

## Sehenswürdigkeiten
- Dolmen de la Casa del Moro
- Barbarakirche (Iglesia de Santa Barbara)

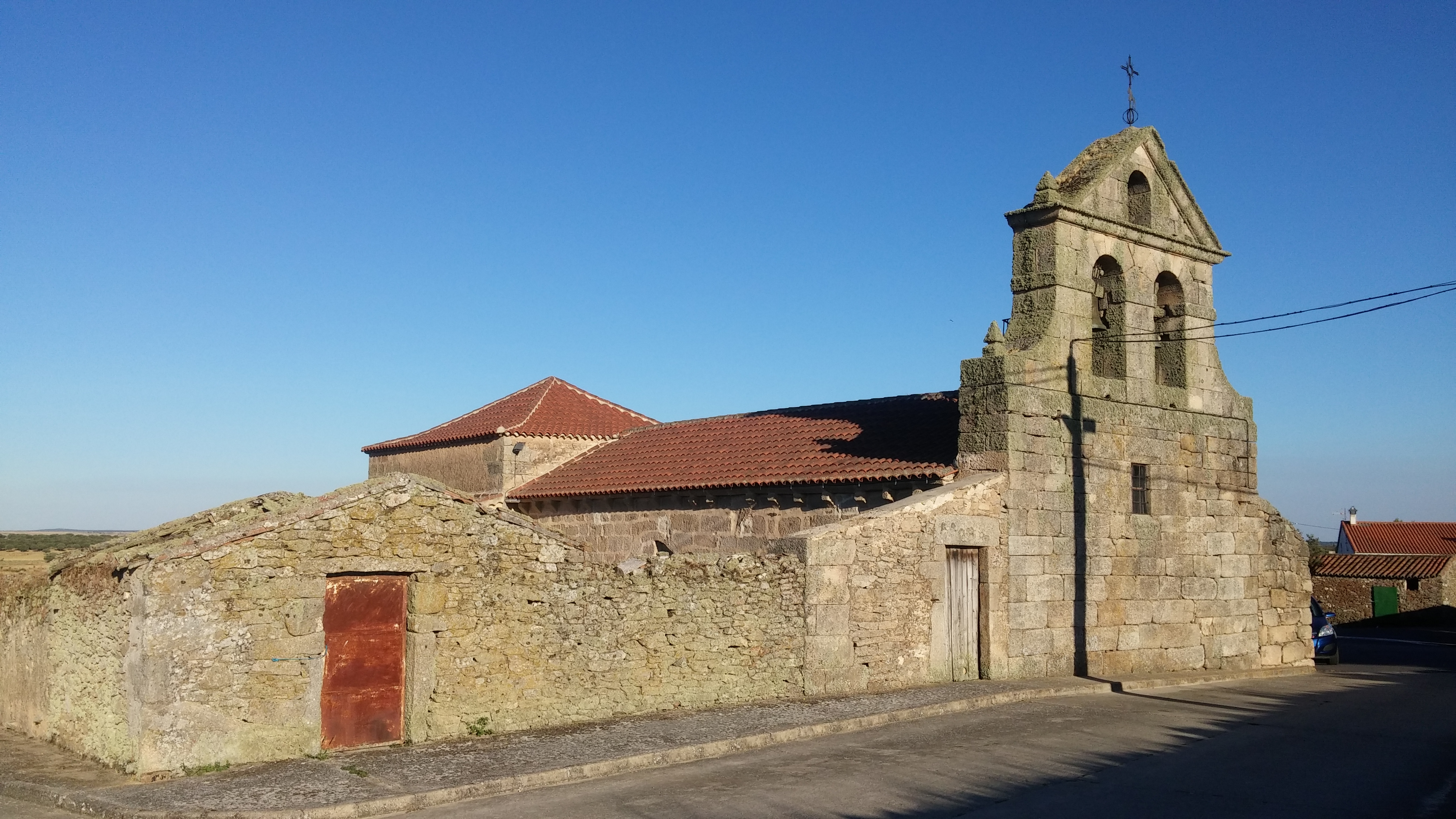
Barbarakirche